# Roger Karoutchi

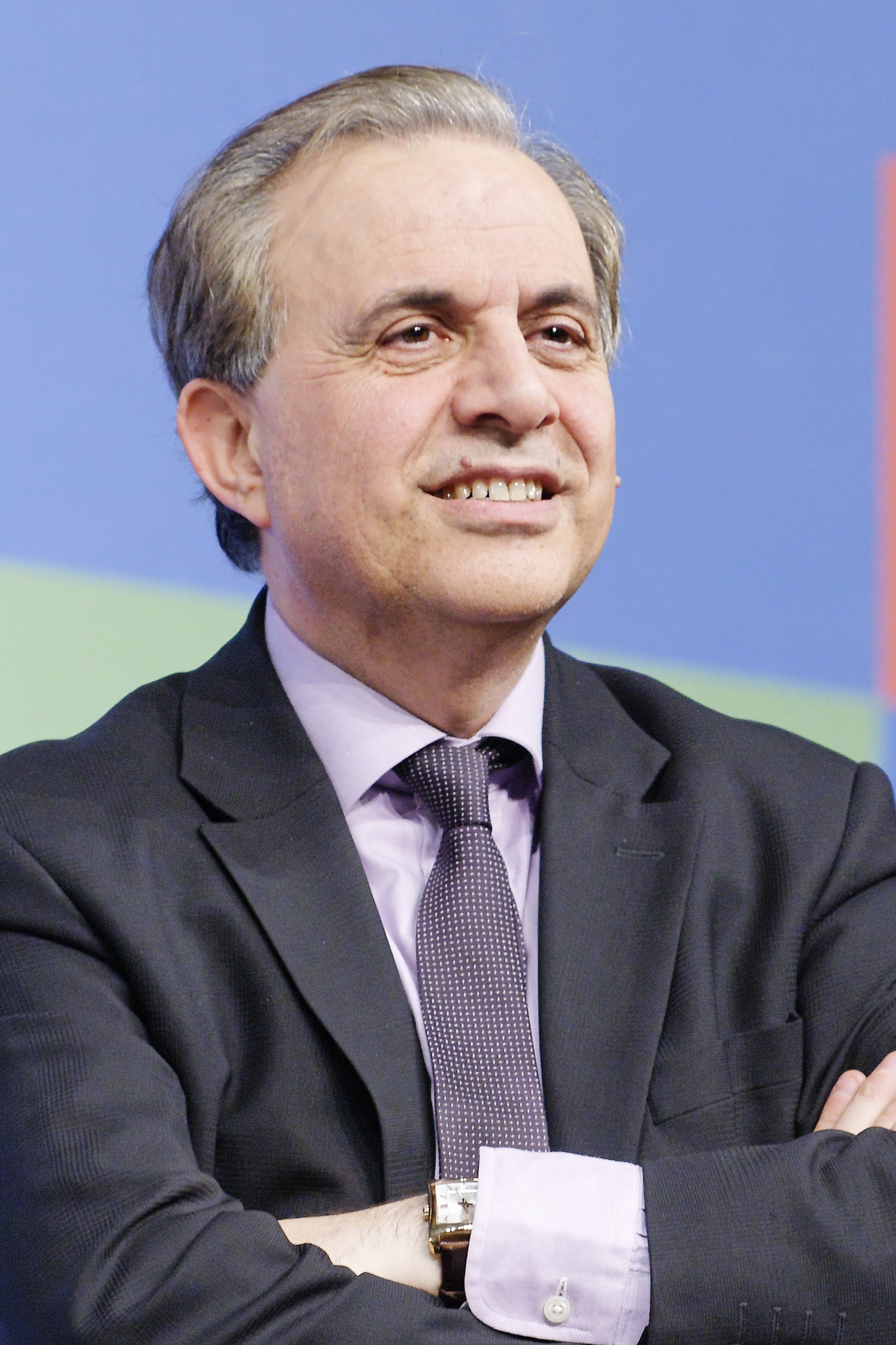
Roger Karoutchi (2010)

Roger Karoutchi (* 26. August 1951 in Casablanca, Marokko) ist ein französischer Politiker (RPR, UMP, LR). Er war von 1999 bis 2007 und ist erneut seit 2011 Mitglied des französischen Senats. Von 1997 bis 1999 war er Mitglied des Europäischen Parlaments; von 2007 bis 2009 war Karoutchi Staatssekretär beim Premierminister für die Beziehungen zum Parlament.

## Leben
Karoutchi wurde in Casablanca im damaligen französischen Protektorat Marokko geboren. Er stammt aus einer sephardischen Familie. Nach seiner Schulzeit studierte Karoutchi Geschichte und Pädagogik am Institut d’études politiques d’Aix-en-Provence. Danach arbeitete er als Geschichtslehrer ab 1975, zunächst in Goussainville und dann in Paris.
Im Januar 2009 machte Karoutchi in einem Fernsehinterview im Vorgriff auf seine wenige Tage später erschienene Autobiographie Mes quatre Vérités seine Homosexualität öffentlich. In den 1970er-Jahren hätten es Homosexuelle in den französischen Rechtsparteien schwer gehabt, weshalb er mit einer guten Freundin eine „Zweckehe“ eingegangen sei.

## Partei
Seit seinem sechzehnten Lebensjahr engagiert er sich politisch. Er wurde Mitglied in der gaullistischen Union des démocrates pour la République (UDR), aus der 1976 das Rassemblement pour la République (RPR) hervorging. Von 1981 bis 1985 war er nationaler Delegierter des RPR für Jugendfragen. Ab 1998 gehörte er dem nationalen Sekretariat (Parteipräsidium) des RPR an. Dieses ging 2002 in der Union pour un mouvement populaire (UMP) auf, deren Generaldelegierter für die Île-de-France und Sekretär im Département Hauts-de-Seine Karoutchi war. Von Januar 2013 bis Juni 2014 war Karoutchi stellvertretender Vorsitzender der UMP. Aus dieser ging 2015 die Partei Les Républicains hervor. Seit November 2016 ist Karoutchi stellvertretender Vorsitzender des Ausschusses für die Kandidatenauswahl der Républicains.

## Nationale Politik

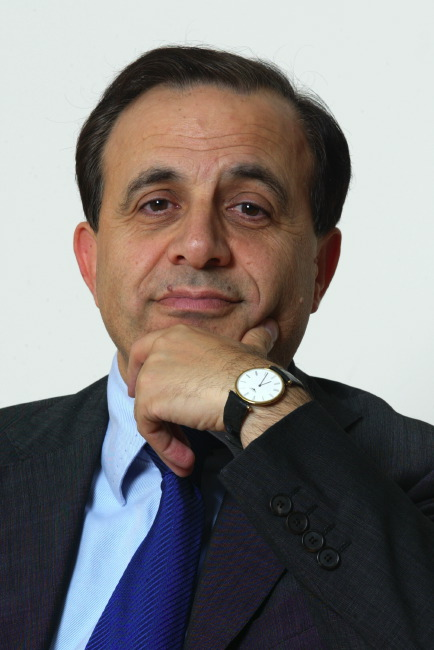
Karoutchi im Jahr 2007

Ab 1986 war er im Stab des Arbeitsministers Philippe Séguin tätig. Als Séguin von 1993 bis 1997 Präsident der Nationalversammlung war, arbeitete Karoutchi als dessen Büroleiter. In Nachfolge von Charles Pasqua war er von 1999 bis 2007 Senator für das Département Hauts-de-Seine.
In der Präsidentschaftskampagne von Nicolas Sarkozy 2007 engagierte sich Karoutchi stark; ihn verbindet eine enge persönliche Freundschaft mit Sarkozy. Nach dessen Wahlsieg war Karoutchi von Mai 2007 bis Juni 2009 Staatssekretär für die Beziehungen zum Parlament in den Kabinetten Fillon I und Fillon II. Im September 2011 wurde er erneut in den französischen Senat gewählt. Seit 2014 ist er Vorsitzender der Senatsdelegation für prospective (Zukunftsforschung).

## Regional- und Kommunalpolitik
Von 1989 bis 1995 und erneut von 2001 bis 2008 gehörte Karoutchi dem Gemeinderat der Stadt Nanterre bei Paris an, dazwischen dem Gemeinderat von Boulogne-Billancourt. Von 1992 bis 2015 war er Abgeordneter im Regionalrat der Île-de-France, von 1994 bis 1998 war er dessen Vizepräsident. Von 1998 bis 2002 war er Vorsitzender der RPR-Fraktion, anschließend bis 2010 Vorsitzender der Fraktion Majorité présidentielle (UMP und Verbündete) im Regionalrat der Île-de-France. Von 2008 bis 2012 war Karoutchi stellvertretender Bürgermeister der Stadt Villeneuve-la-Garenne, einem westlichen Vorort von Paris.

## Europäisches Parlament und OECD
Im Oktober 1997 rückte Karoutchi in das Europäische Parlament nach, wo er der Fraktion Union für Europa angehörte. Bei der Europawahl 1999 wurde er wiedergewählt und schloss sich der EVP-ED-Fraktion an, legte jedoch im Dezember 1999 sein Mandat nieder, um seinen Sitz im französischen Senat einzunehmen.
Von Juli 2009 bis August 2011 war er Ständiger Vertreter Frankreichs bei der Organisation für wirtschaftliche Zusammenarbeit und Entwicklung (OECD).

## Werke
- Jean Zay: 1904-1944; Ministre de l'Instruction du Front Populaire; résistant, martyr. Ramsay, Paris 2006, ISBN 978-2-84114-825-7
- Le Parlement, à quoi ça sert ? Ellipses, Paris 2007, ISBN 978-2-7298-3764-8
- Mes quatre Vérités. Flammarion, Paris 2009, ISBN 978-2-08-122412-4